# Billy Hattaway
Billy Hattaway est une bande dessinée d’aventures publiée dans Pilote (1963-1966) et créée par Jean Letouzé (scénario) et Antonio Parras (dessins)

## Le thème
Il s’agit d’une classique série d’aventures à connotation vaguement policière et dont l’arrière-plan est le monde musical du début des années 1960. Cette saga raconte la vie d’un jeune chanteur et de ses amis, de leurs modestes débuts jusqu’à la gloire. Comme auparavant Elvis Presley ou Johnny Hallyday, Billy Hattaway sera également appelé sous les drapeaux. L’ironie de l’histoire c’est qu’il s’agira de sa dernière aventure.

Rapide résumé

Billy Hattaway, doit prochainement passer avec son groupe, Les Aztèques, au Golf Drouot. L’endroit est célèbre à l’époque car cette discothèque a contribué à lancer des artistes comme Johnny Hallyday, Eddy Mitchell ou encore Dick Rivers. Si le passage du groupe sur le car-podium de Radio Luxembourg est saboté par des blousons noirs, cela ne l'empêche pas d’obtenir une audition chez Barclay qui, convaincu par son bras droit Jacques Garnier, les fait signer un contrat avec son label (Échec aux blousons noirs).

Ce tremplin vers la gloire est confirmé par un passage à l’Olympia où Billy partage l’affiche en vedette américaine avec Sheila. Le groupe doit ensuite se rendre à Bruxelles pour participer à une grande émission de Radio-Luxembourg. Mais une sombre affaire de saphir volé entraîne l’enlèvement de Jeanne, la petite amie de Billy, par un gang international (Balzac 10 Deux Fois).

Le succès amène Billy à aller enregistrer à Nashville mais le vol Paris-New York est piraté par le membre d’une organisation type Black Panther. Pour avoir maîtrisé l’individu, Billy est fêté à son arrivée à New York. Mais d’autres membres de cette société secrète veulent lui faire payer cher cet exploit.

Certainement l’épisode le plus discutable de la série. Evoquer le problème noir et la lutte pour l’égalité raciale était certainement une bonne idée ; mais le faire à travers le prisme d’une organisation extrémiste revenait à inverser les rôles et les responsabilités. Il eût au moins fallu donner les raisons d’une telle radicalité (Terreur à Nashville).

Le vedettariat amène les héros à tourner dans un film en Espagne. Evidemment, rien ne se passera comme prévu. À noter qu’une partie de l’action a visiblement été inspirée par Opération Tonnerre, un James Bond sorti au même moment (Le film maudit).

Sa énième demande de sursis ayant cette fois été refusée, Billy doit partir comme simple soldat au 28e Chasseur stationné en Allemagne. A l’époque le pays est l’un des lieux d’affrontement entre les espions de l’Ouest et l’Est. Une organisation d’espionnage, X2, qui vend ses renseignements au plus offrant cherche justement à voler les plans du nouveau radar qui va équiper les chars légers français. C’est ce radar surnommé « l’œil mauve » qui donne son titre à l’histoire.

## L’intérêt de la série
Davantage que ses concurrents d’alors, Pilote visait un public adolescent. La Potachologie et le Grand Duduche qui décrivent le monde des collèges et des lycées de l’époque n’ont pas d’équivalent dans les autres périodiques. De même on n’y trouve pas de publicité pour les Solex ou les Vespa qui pouvaient se conduire dès 14 ans alors qu’elles sont présentes dans Pilote.

Depuis 1959 et l’émission Salut les Copains sur Europe 1, le rock a droit d’antenne sur les postes périphériques. Les enfants du baby-boom se découvrent des idoles qui ont quasiment leur âge, portent des vêtements moins guindés et parlent comme eux. Le 22 juin 1963, ils sont 200.000 à venir assister au fameux concert de la Nation. Désireux de sauter sur cette vague Pilote lance la série Billy Hattaway, rare en son genre.

Plus que les aventures très classiques, le charme de la saga repose sur les à-côtés finalement trop rares du monde du show business.

La série met en scène les personnalités de l’industrie musicale de l’époque. On découvre ainsi Henri Leproux dès le premier épisode (planche 7), Eddie Barclay (planche 19) ou encore Bruno Coquatrix (planche 2 du 2e épisode). On retrouve plus fréquemment encore Jacques Garnier directeur artistique chez Barclay mais également responsable d’antenne à Radio-Luxembourg.
C’est d’ailleurs lui qui crée à la rentrée 1963 « BALzac 10 deux fois », censé rivaliser avec l’émission vedette d’Europe 1. Le titre correspondait au numéro de téléphone que les auditeurs, plutôt des adolescents, devaient composer pour passer à l’antenne.

A l’époque les numéros parisiens et d'une grande partie de sa banlieue étaient composés d’un indicatif suivi de quatre chiffres. Cet indicatif correspondait au nom du central téléphonique, ce qui favorisait la mémorisation des numéros de téléphone. Seules les trois premières lettres étaient retenues pour composer le numéro, celles-ci étant toutes affectées à un chiffre. ODEon 84.00, le numéro de l’horloge parlante, devenait ainsi 033.84.00.

En quittant progressivement le monde de la scène yéyé pour se cantonner à l’aventure seule, la série perdait de son sel. Elle s’arrêta après 5 épisodes et 128 planches.

## Les histoires
1. Échec aux blousons noirs (# 199 -209 /1963) : 22 planches

2.	Balzac 10 deux fois (#244-257 /1964) : 28 planches

3.	Terreur à Nashville (#270-280 /1964-65) : 22 planches

4.	Le Film maudit (#309-322 /1965-66) : 28 planches

5.	L’Œil mauve (#346-359 /1966) : 28 planches

Toutes ces histoires sont inédites en album.